# Parc des Franchises
 (mai 2022).
Si vous disposez d'ouvrages ou d'articles de référence ou si vous connaissez des sites web de qualité traitant du thème abordé ici, merci de compléter l'article en donnant les références utiles à sa vérifiabilité et en les liant à la section « Notes et références ».
Le parc des Franchises est un jardin public qui se situe à Genève, en Suisse.

## Localisation
Le parc des Franchises se trouve sur la rive droite du lac Léman, entre l'avenue de Châtelaine et Cité Vieusseux dans le  quartier des Charmilles.

## Histoire
Le parc était d'abord une école d'horticulture, fondée par Edmond Louis Vaucher en 1887. Le terrain devint un parc public en 1976 lorsque l'école déménagea à Lullier.

## Contenu du parc
Le parc des Franchises accueille une place de jeux, une pataugeoire et une piste de skateboard. Du côté de la route des Franchises, en face de Cité Vieusseux, il existe également une zone de liberté pour chiens. En 2018, trois terrains de beach-volley sont également mis à disposition des visiteurs.

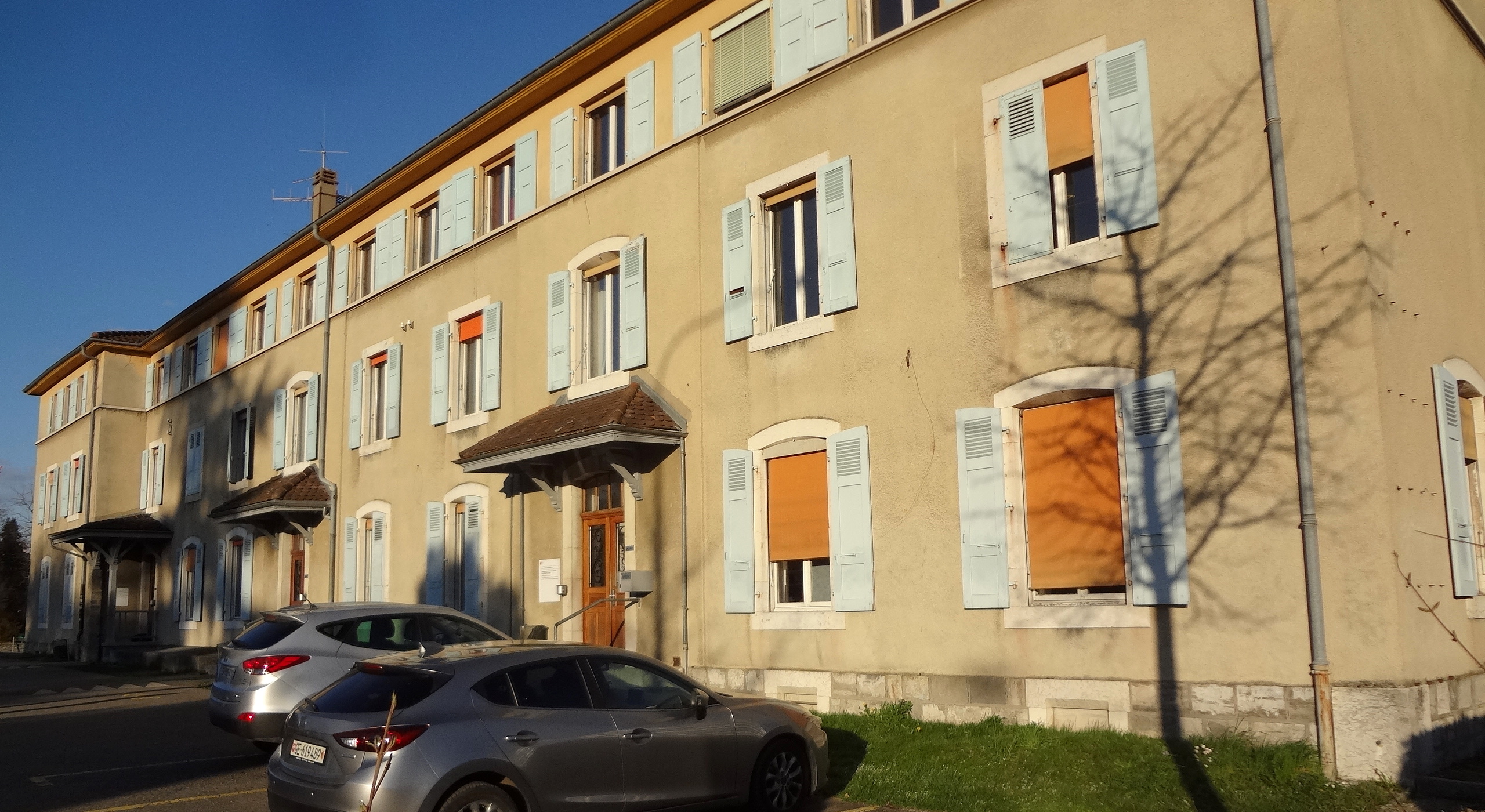
Ancienne école d'agriculture.
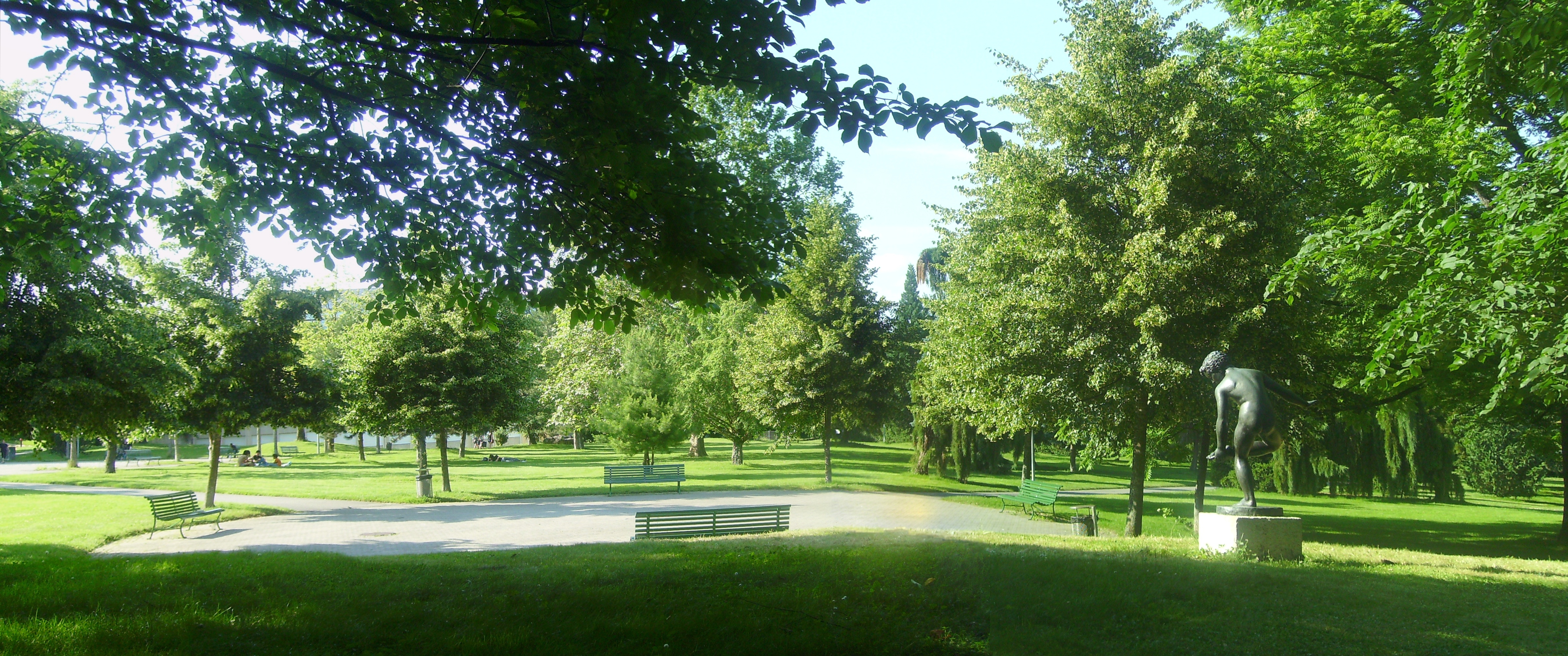
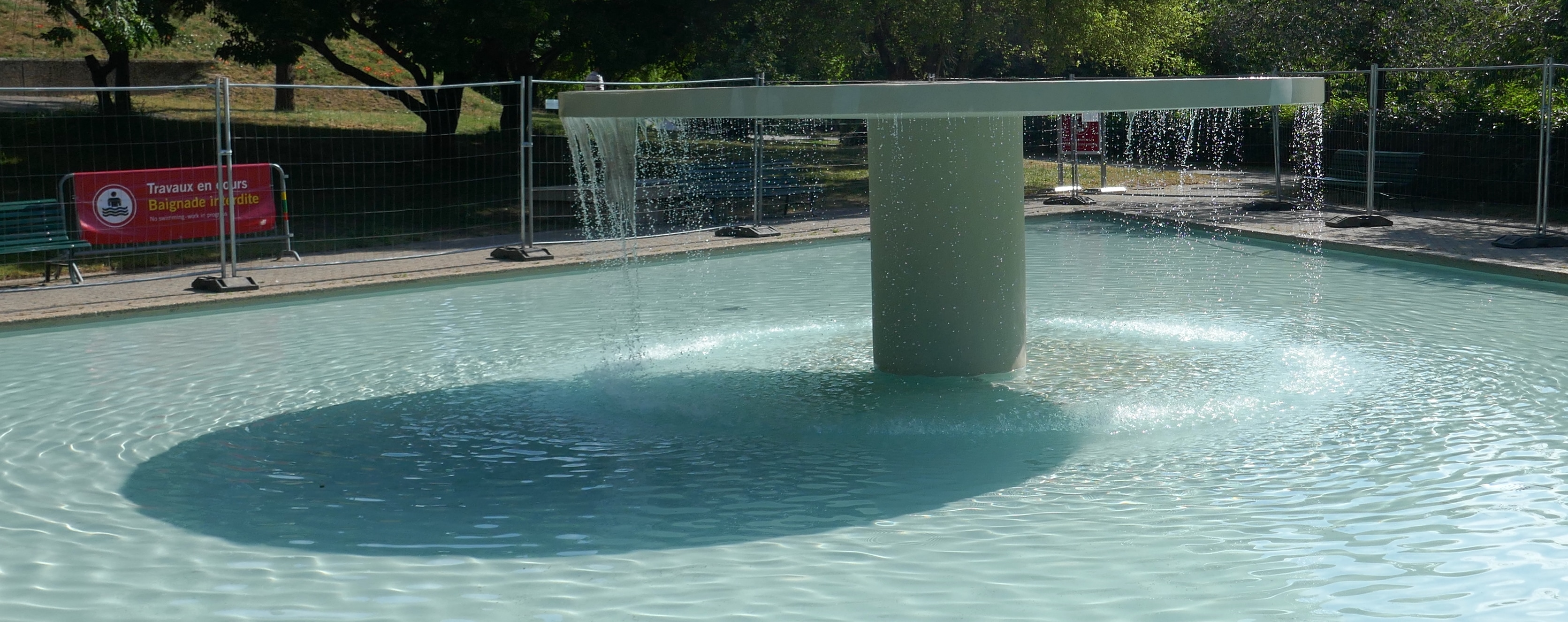
Pataugeoire.
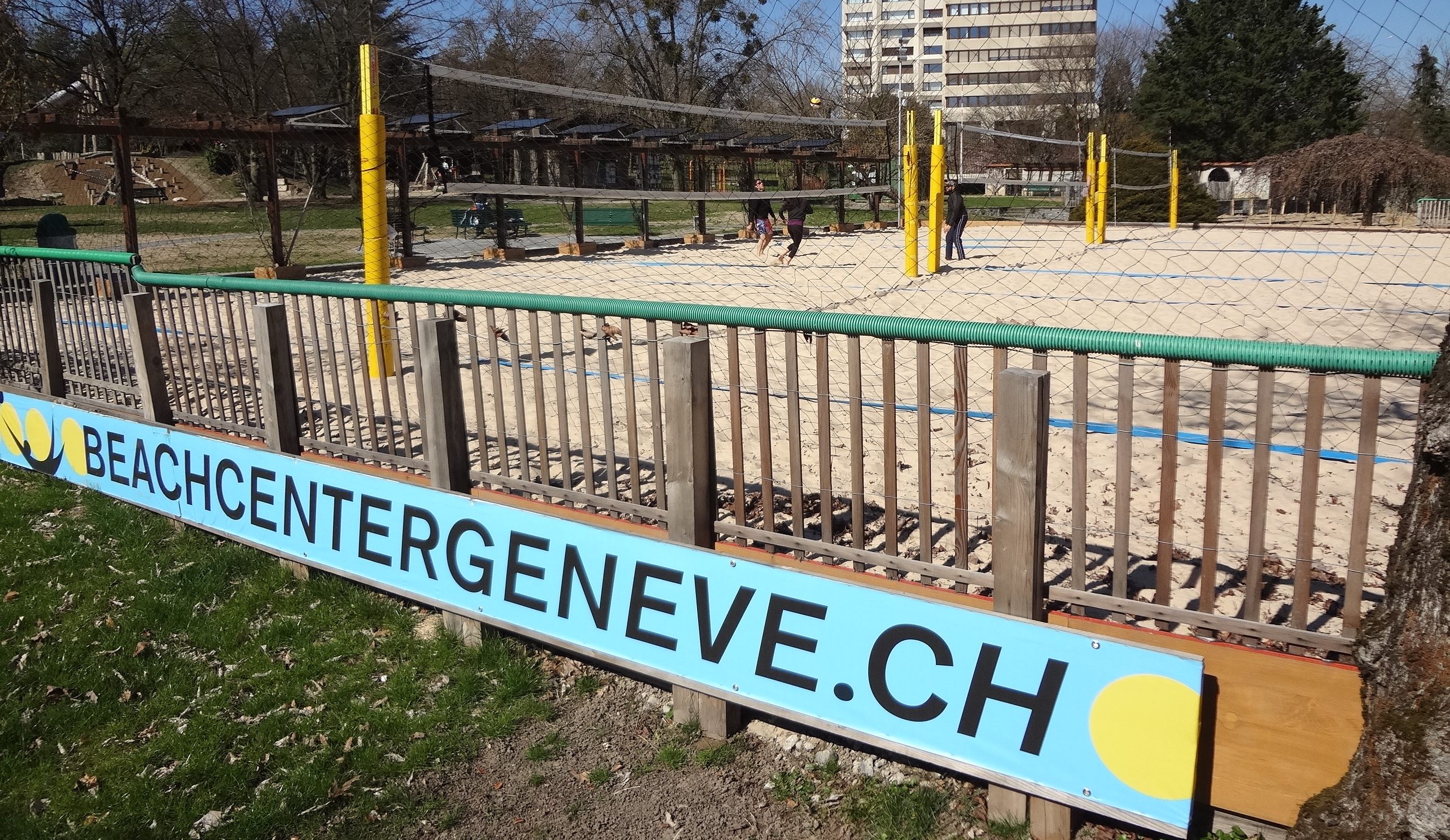
Beachvolley.
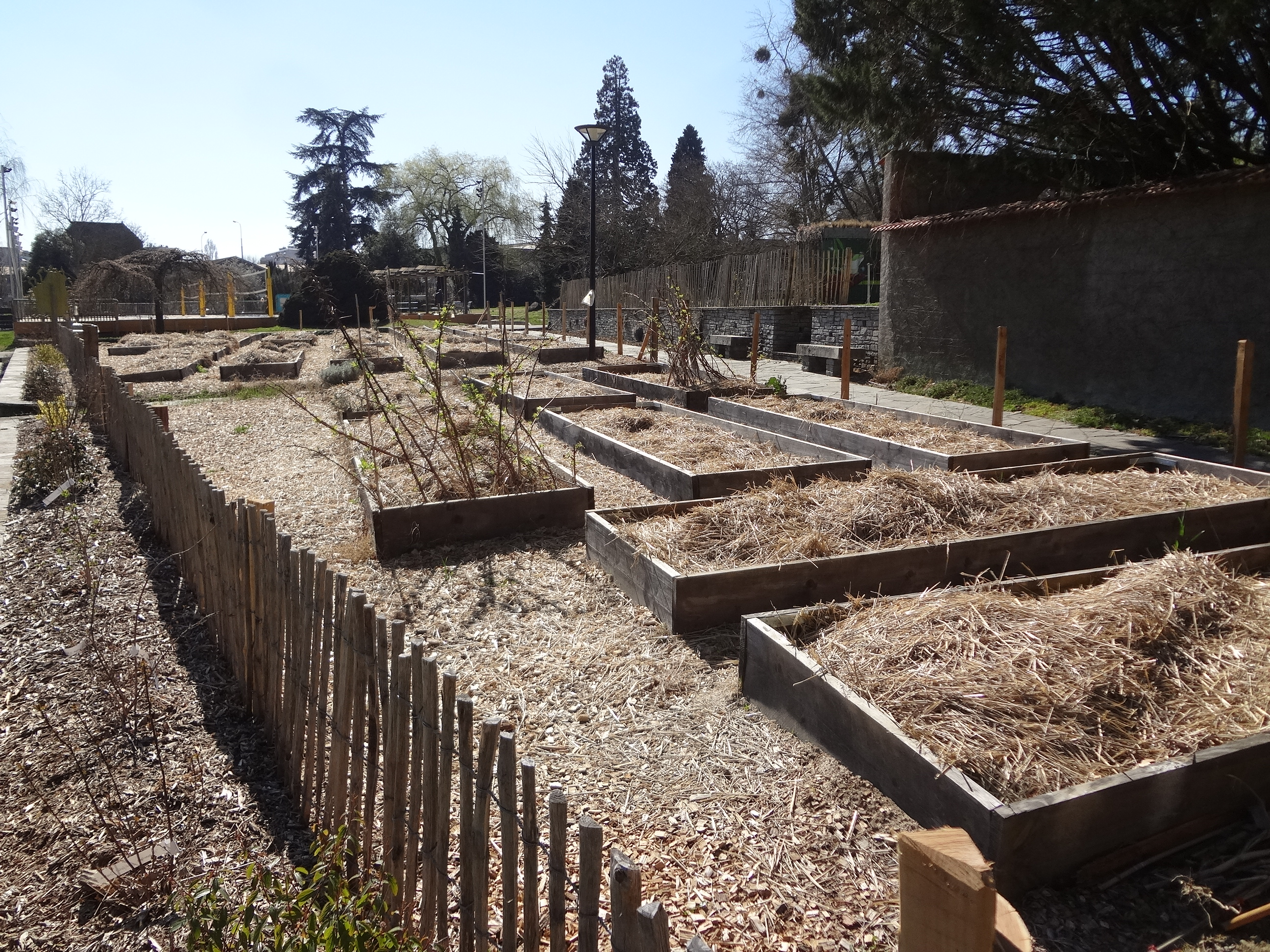
Jardin partagé.
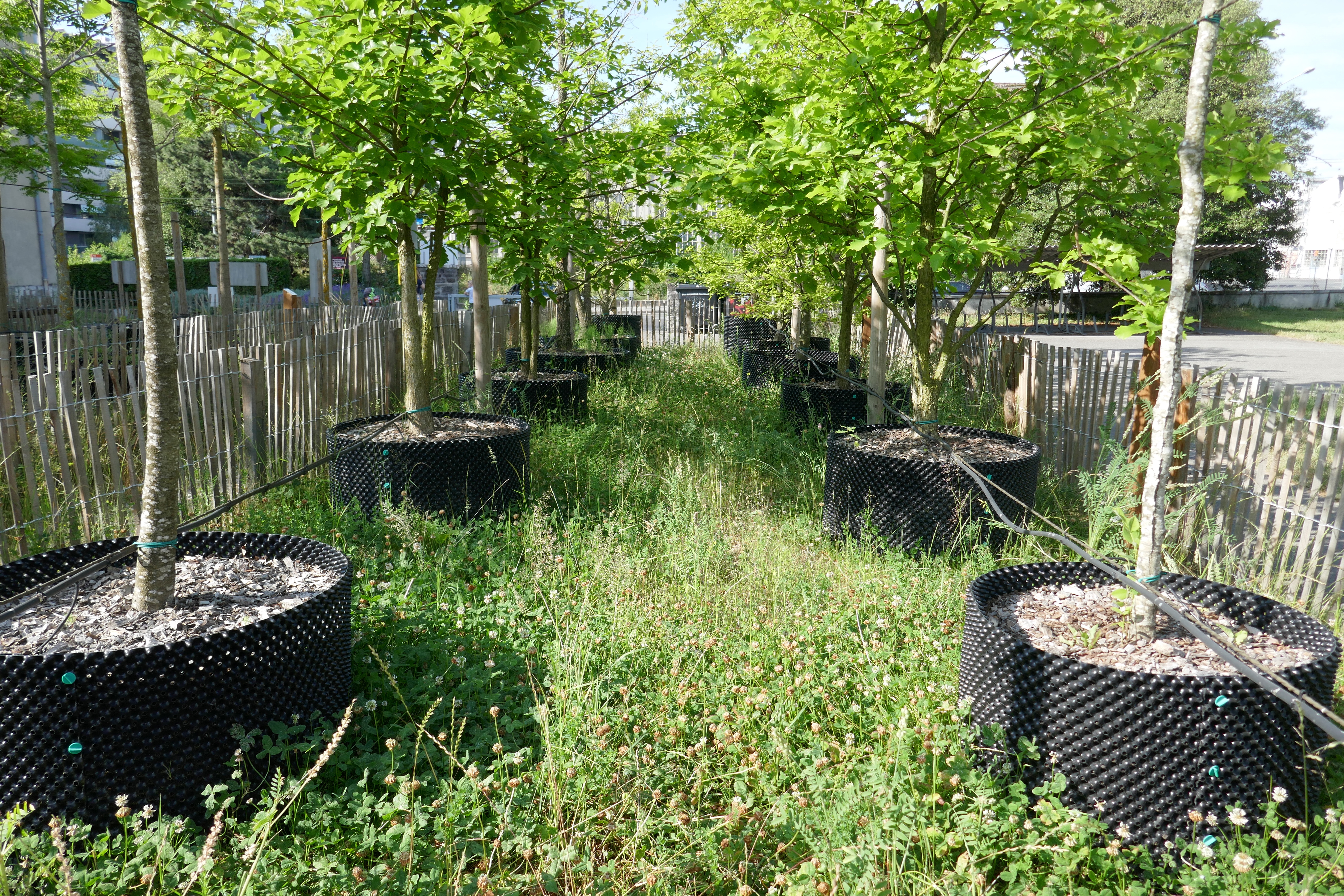
Pépinière urbaine, 2023.
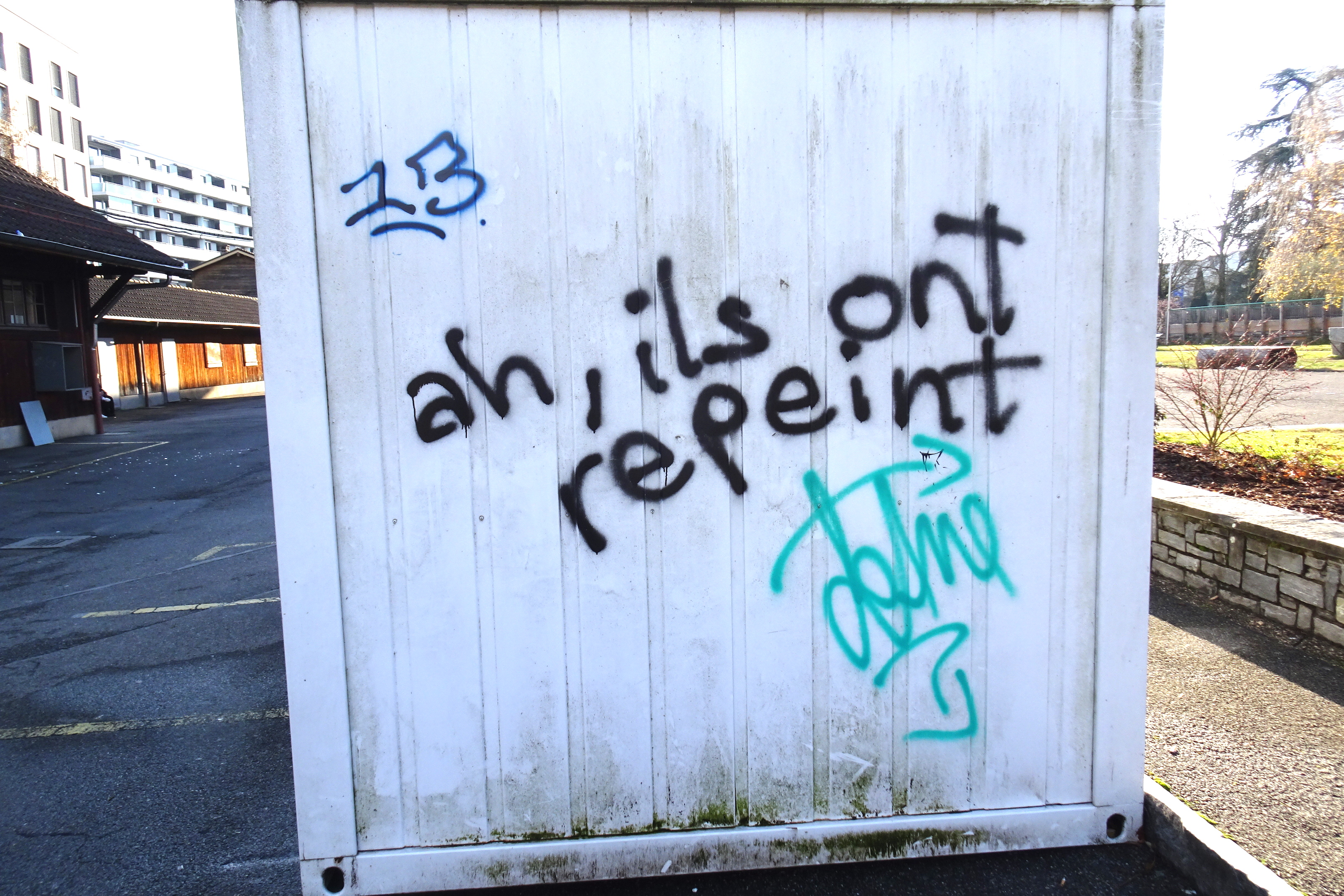
« ah, ils ont repeint », 2020.

### La roseraie
Le parc des Franchises abrite une roseraie, résultat d'un travail des élèves de l'école d'horticulture qui se trouvait autrefois à la place du parc. Depuis, la ville de Genève a réalisé deux extensions, qui ont notamment permis de dédier un espace aux roses anciennes. Les roses sont entretenues à l'aide de procédés respectueux de l'environnement.

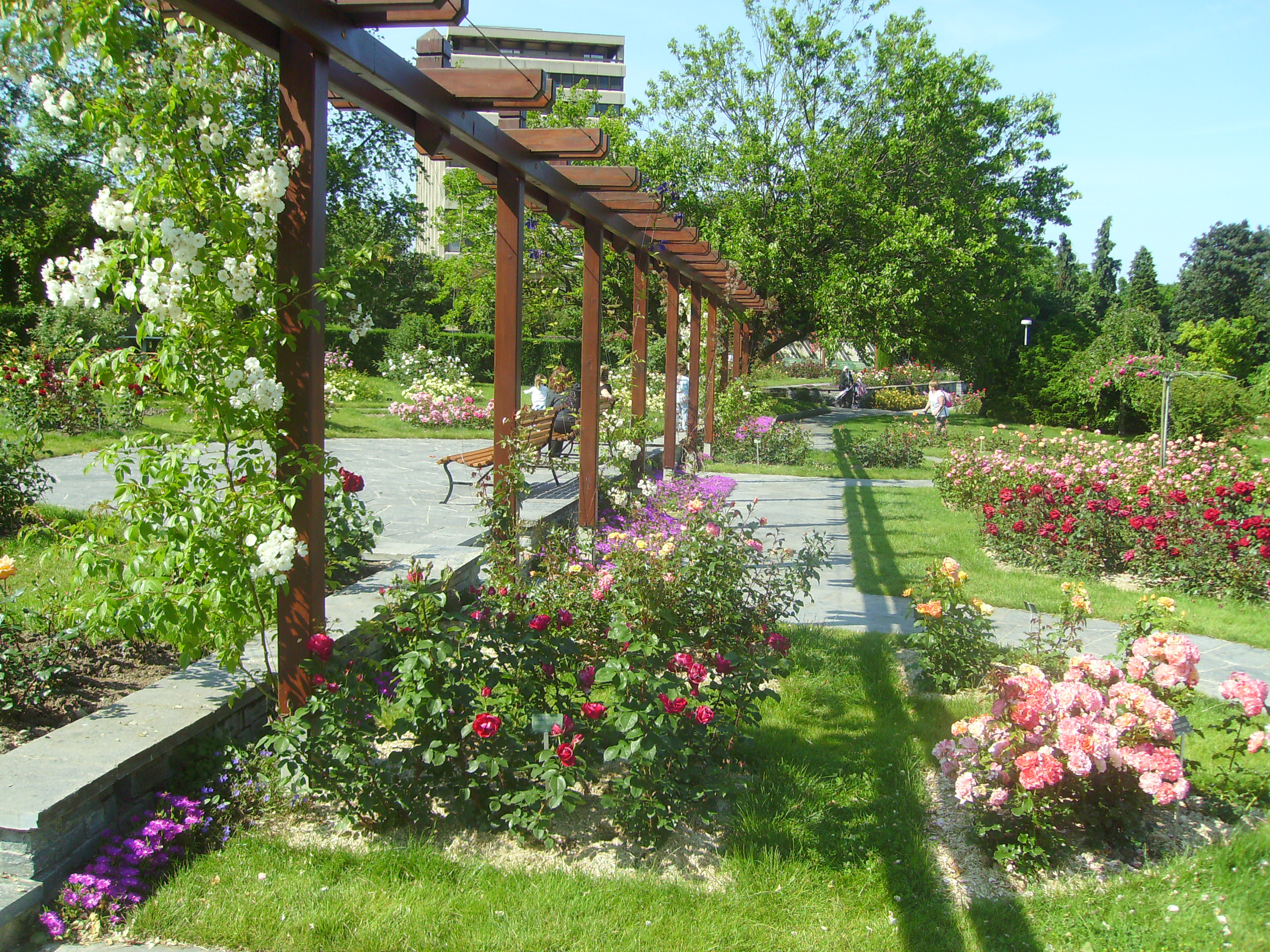
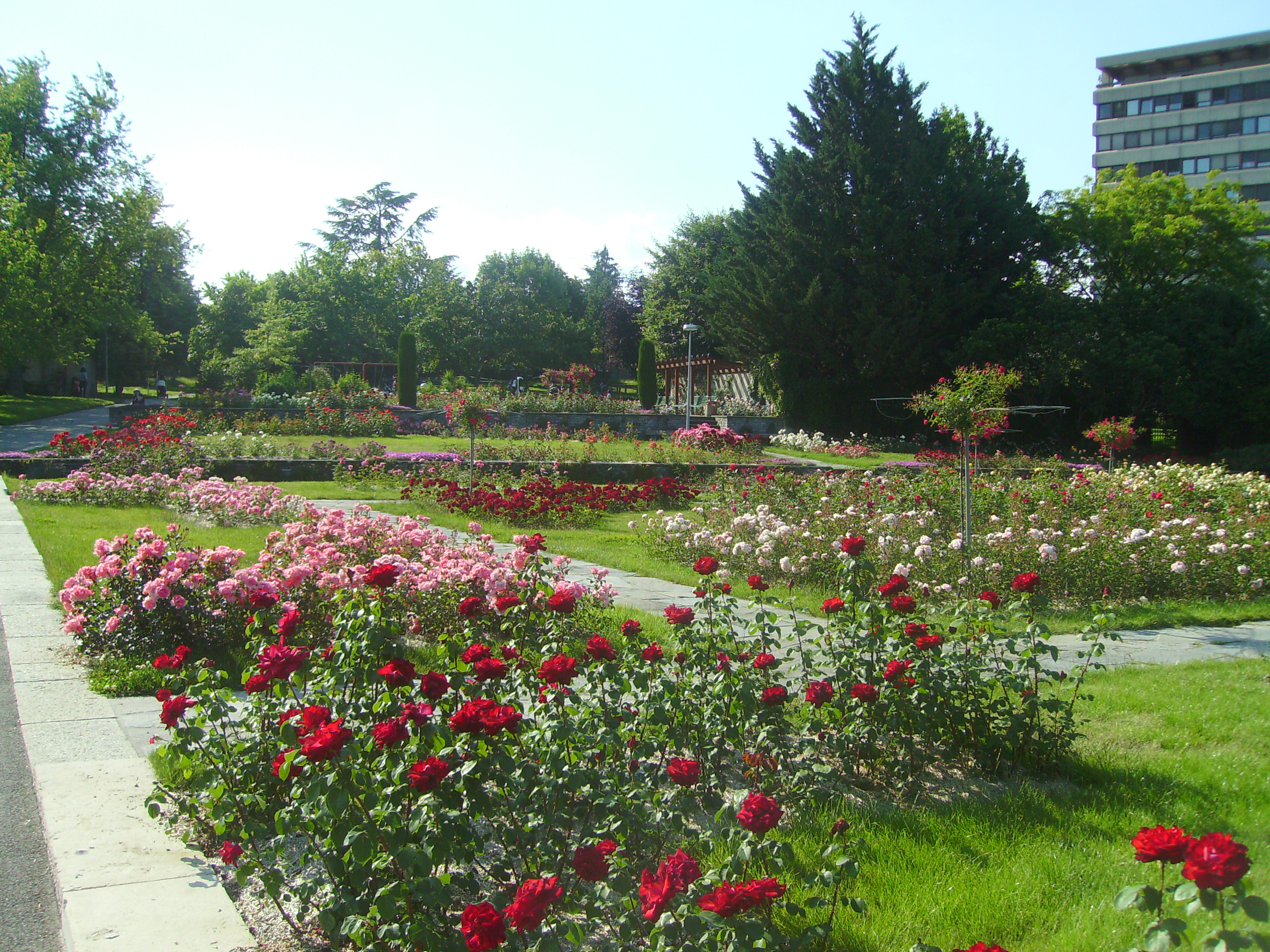

### Œuvres d'art
Plusieurs sculptures sont situées dans ce parc, dont L'enfant au pied blessé de Luc Jaggi (1887-1976) acquise par le Fonds municipal d’art contemporain en 1982.

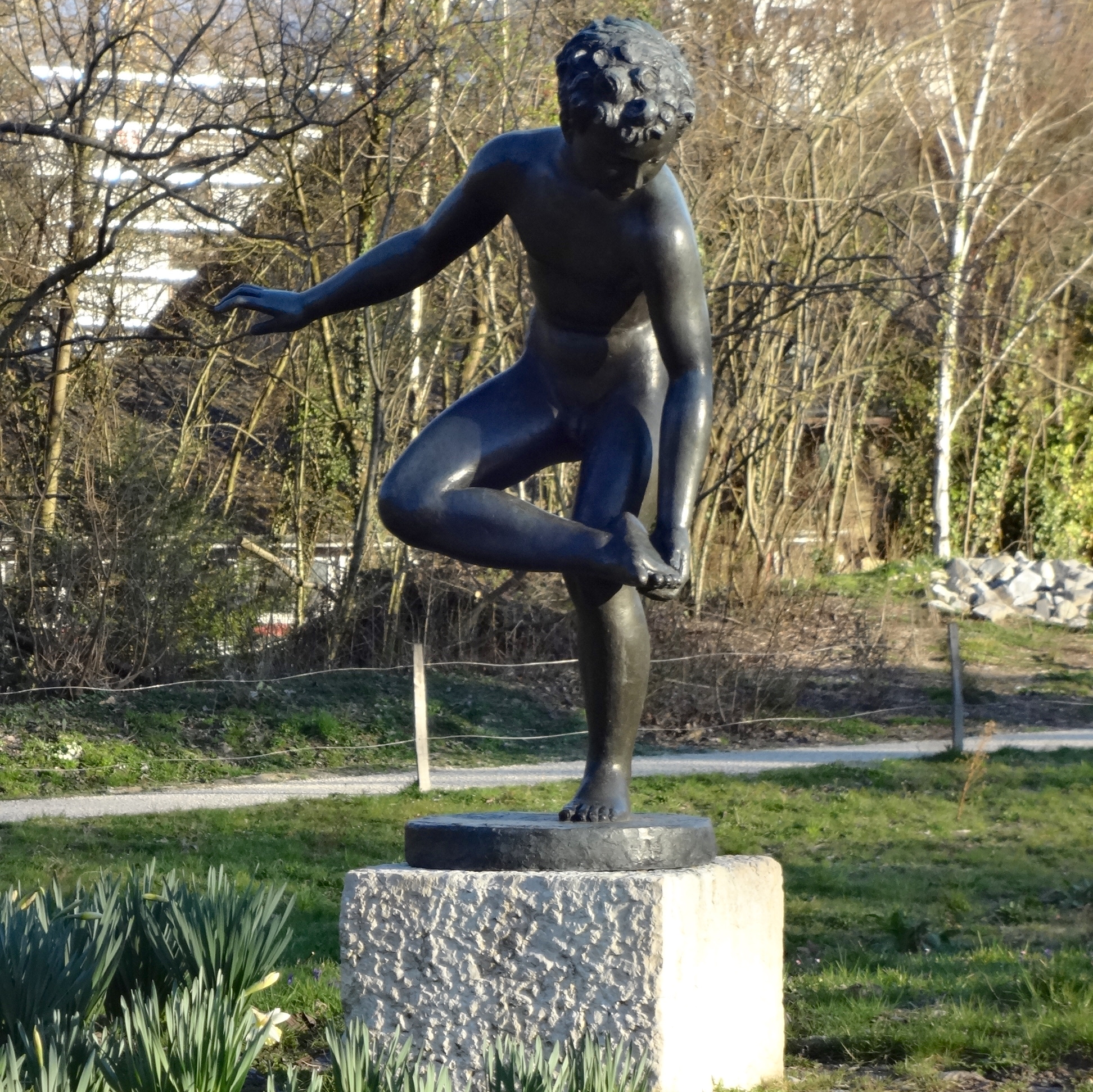
L'enfant au pied blessé.
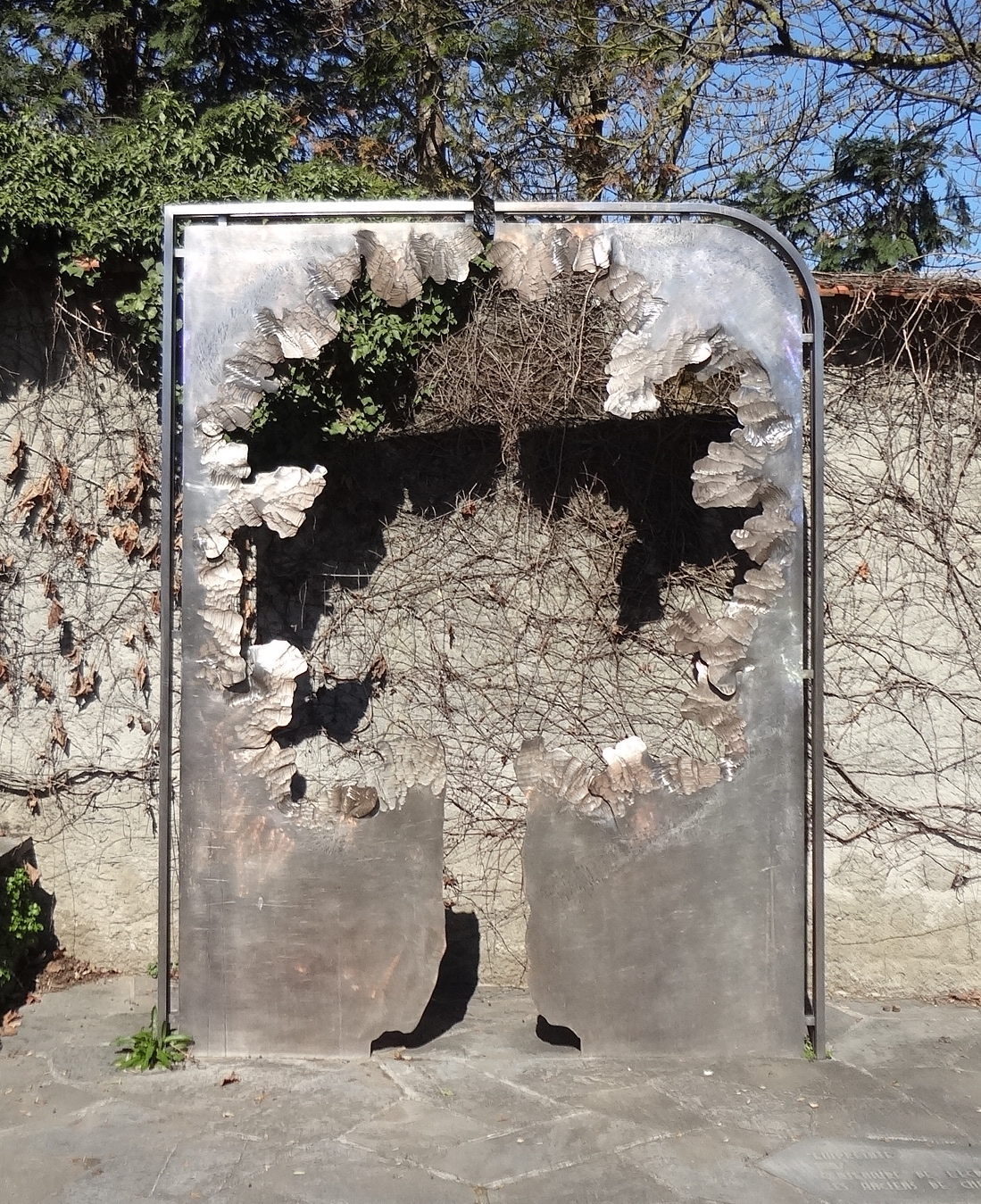
L’Empreinte, 1987.
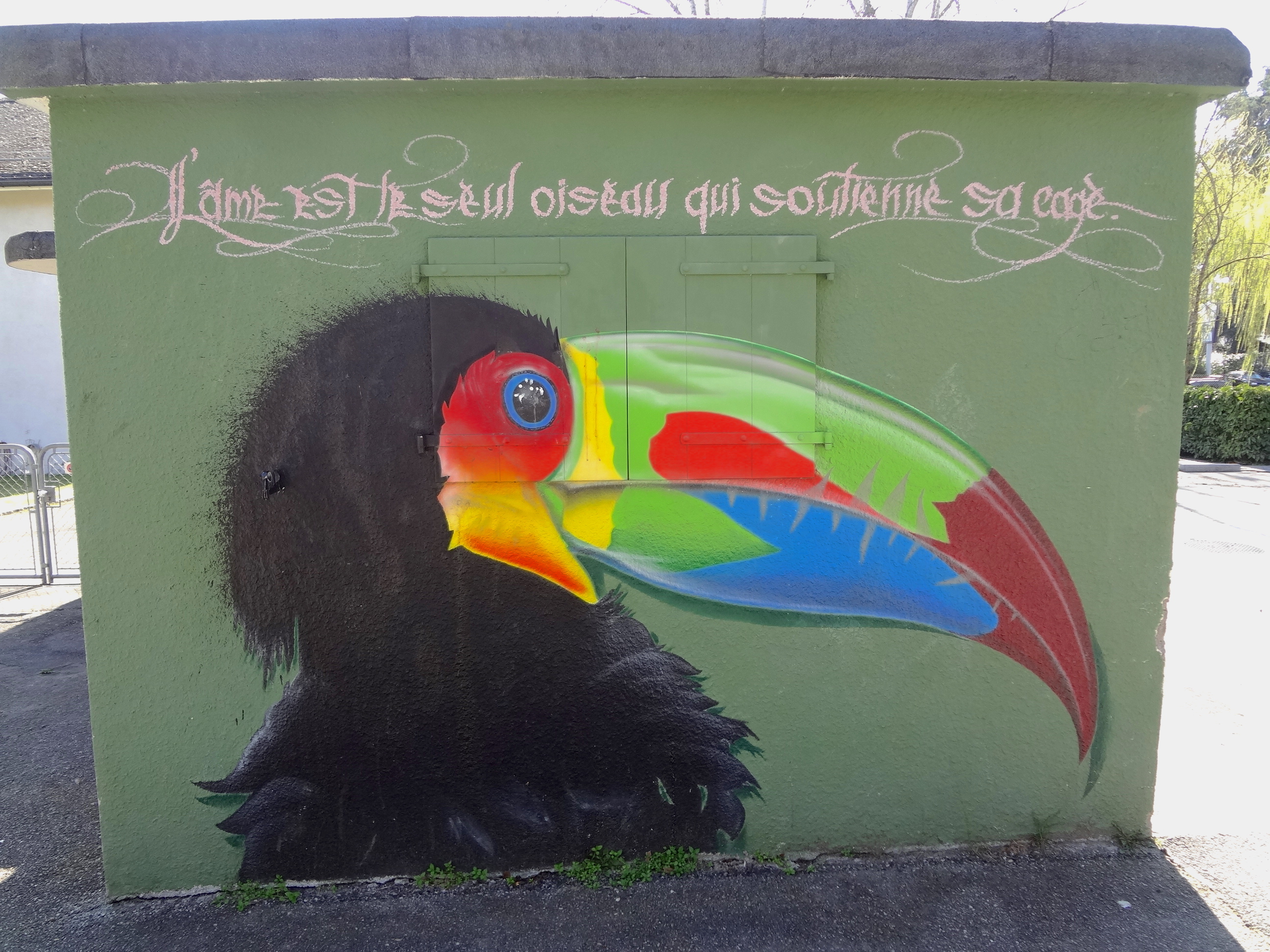
Citation de Victor Hugo.